# Équipe du Nigeria féminine de handball
Maillots
Dernière mise à jour : 27 juin 2022.
L'équipe du Nigeria féminine de handball représente la Fédération nigériane de handball lors des compétitions internationales.
La sélection a obtenu ses meilleurs résultats au début des années 1990 : championne d'Afrique en 1991, elle se qualifie ainsi pour les Jeux olympiques de 1992, terminés à la 8e et dernière place. 
Au niveau continental, le Nigéria a également été vice-championne d'Afrique en 1983 et troisième en 1981. Aux Jeux africains, les Nigérianes sont médaillées de bronze en 1991 et en 1995.